# Histoire de la Rus
 (mars 2022).

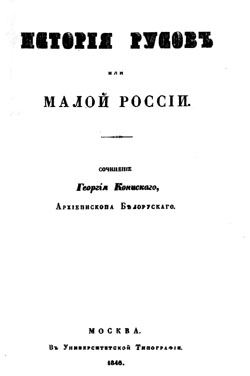

Histoire de la Rus ou de la Petite Russie (en russe : Исторія Русовъ, или Малой Россіи) ou l'histoire de la Rus (en ukrainien: Історія русів) est un livre sur l'histoire du peuple Rus' (Ukrainiens) et leur État (l'Ukraine ou la Petite Russie) depuis les temps anciens jusqu'à 1769. Le livre a été écrit comme un essai politique à la fin du XVIIIe siècle par un auteur anonyme, probablement l'évêque orthodoxe Hryhorii Konyski, et d'abord publié en 1846 à Moscou en langue russe par Osyp Bodianski.
Histoire de la Rus concentre sur deux idées. Tout d'abord, il met l'accent sur la différence historique et l'antagonisme entre Rus' (Ukraine) et la Moscovie (Russie). Deuxièmement, il accentue la continuité historique du peuple Rus (Ukrainiens) de l'époque médiévale de la Rus' de Kiev jusqu'à l'État cosaque du début des temps modernes.
En dépit de nombreuses erreurs factuelles et d'exagérations, Histoire de la Rus eu un grand impact sur les bourses d'études ukrainiennes, sur des œuvres d'éminents écrivains ukrainiens comme Nicolas Gogol et Tarass Chevtchenko, ainsi que sur la formation du discours national ukrainien du XIXe siècle.